# Bodíky
Bodíky este o comună slovacă, aflată în districtul Dunajská Streda din regiunea Trnava. Localitatea se află la altitudinea de 121 m deasupra n.m., se întinde pe o suprafață de 24,75 km2 și în 2017 număra 260 de locuitori. Se învecinează cu comuna Horný Bar.

## Istoric
Localitatea Bodíky este atestată documentar din 1272.

## Demografie
| An:                | 1994 | 2004    | 2014   | 2024    |
| ------------------ | ---- | ------- | ------ | ------- |
| Număr de persoane: | 362  | 288     | 268    | 296     |
| Diferență:         |      | −20,44% | −6,94% | +10,44% |

| An:                | 2023 | 2024 |
| ------------------ | ---- | ---- |
| Număr de persoane: | 296  | 296  |
| Diferență:         |      | +0%  |